# Didrich von Cappelen
Didrich von Cappelen, född 21 juni 1761 i Skien, död 3 april 1828 på Mæla gård, var en norsk grosshandlare, skeppsredare, gods- och brukspatron.
Didrich von Cappelen valdes den 4 mars 1814 i Skiens kyrka till Skiens representant vid Riksförsamlingen 1814, där Eidsvollförfattningen skrevs under. von Cappelen studerade 1779–1780 på en skola utanför Bristol, England.
von Cappelen var farfar till konstnären August Cappelen.